# Аркушино
Аркушино (укр. Аркушине) — село, Гнилицкий сельский совет, Великобурлукский район, Харьковская область, Украина.
Код КОАТУУ — 6321481002. Население по переписи 2001 г. составляет 53 (24/29 м/ж) человека.

## Географическое положение
Село Аркушино находится на левом берегу реки Гнилица, возле балки Берестовая, выше по течению расположено село Зеленый Гай, на противоположном берегу село Червоное.